# 越谷貯蓄銀行
越谷貯蓄銀行（こしがやちょちくぎんこう）は1898年（明治31年）11月29日、埼玉県南埼玉郡越ヶ谷町（現在の埼玉県越谷市）に設立された銀行。
1911年（明治44年）、本店を埼玉県北足立郡大宮町（現在の埼玉県さいたま市）に移し、氷川貯蓄銀行と改称した。
1921年（大正10年）、氷川商業銀行と改称した。

## 沿革
当時の越ヶ谷町（現在の越谷市）には創立間もない鈴木銀行が営業していたが、1898年（明治31年）3月頃越谷貯蓄銀行と公益貯金銀行それぞれの銀行から大蔵省に宛てて設立届が提出された。大蔵省は同町に貯蓄銀行を2つ認可するのは多すぎると難色を示し、両行に宛てて両行の併合して越ヶ谷町内において貯蓄銀行の設置許可が下りた。事実上親銀行が鈴木銀行であった。そして両行合同で資本金3万円で設立した。創立事務所は鈴木銀行本店内においた。1903年（明治36年）12月末の主要勘定は資本金3万円（うち払込22,500円）積立金1320円、貯金43,095円、貸付金1,185円であった。
1907年（明治40年）2月ごろ、鈴木銀行の株式投機の失敗の報に衝撃を受けた預金者は越谷貯蓄銀行に殺到した。1911年（明治44年）7月31日に同県北足立郡大宮町（現在の埼玉県さいたま市）に移転し、同時に氷川貯蓄銀行と改称した。本店も大宮に移し越谷の元本店は越谷支店となった。つづいて1913年（大正2年）11月、同県南埼玉郡蓮田町（現在の埼玉県蓮田市）に蓮田支店を設置した。1917年（大正6年）11月、資本金20万円に増資したが第一次世界大戦の恐慌以来、業績は不振となった。1921年（大正10年）12月13日、普通銀行に改組され名称も氷川商業銀行となった。
その後の業況は依然不振のまま推移し、1925年（大正14年）1月、とうとう業務に行き詰まり、同年1月24日から休業を余儀なくされた。親銀行の鈴木銀行が休業の報に衝撃を受けた預金者は越谷支店に殺到した。休業中預金者から告訴されたが、同年11月、示談となり11月29日預金4割払い戻しを条件として再開した。しかし、長期にわたる不景気に加えて1927年（昭和2年）の金融恐慌に見舞われ、営業業務も頓挫し、1929年（昭和4年）7月17日に解散となった。